# Donja Motičina
Donja Motičina je općina u Hrvatskoj. Nalazi se u Osječko-baranjskoj županiji.

## Zemljopis
Donja Motičina nalazi se na 140 metara nadmorske visine (središte sela), te na državnoj cesti D2 Našice – Virovitica u području gdje sjeverni obronci Krndije prelaze u nizinu istočnohrvatske ravnice. Pripadajući poštanski broj je 31513 Donja Motičina, telefonski pozivni 031 i registarska pločica vozila NA (Našice). Površina katastarske jedinice naselja Donja Motičina je 21,31 km2.

## Stanovništvo
Po popisu stanovništva iz 2011. godine, općina Donja Motičina imala je 1652 stanovnika, raspoređenih u 3 naselja:
- Donja Motičina – 1198
- Gornja Motičina – 49
- Seona – 405

### Nacionalni sastav, 2001.
- Hrvati – 1807 (96,89)
- Srbi – 17 (0,91)
- Slovenci – 3
- Mađari – 2
- Česi – 1
- Slovaci – 1
- neopredijeljeni – 33 (1,77)
- nepoznato – 1

| broj stanovnika | 1230  | 1271  | 1272  | 1402  | 1657  | 2146  | 2305  | 2330  | 2259  | 2387  | 2372  | 2285  | 1905  | 1990  | 1865  | 1652  | 1334  |
|                 | 1857. | 1869. | 1880. | 1890. | 1900. | 1910. | 1921. | 1931. | 1948. | 1953. | 1961. | 1971. | 1981. | 1991. | 2001. | 2011. | 2021. |

| broj stanovnika | 824   | 826   | 845   | 917   | 1095  | 1413  | 1430  | 1525  | 1524  | 1612  | 1577  | 1572  | 1331  | 1409  | 1310  | 1198  | 990   |
|                 | 1857. | 1869. | 1880. | 1890. | 1900. | 1910. | 1921. | 1931. | 1948. | 1953. | 1961. | 1971. | 1981. | 1991. | 2001. | 2011. | 2021. |

## Povijest
Isječak iz knjige Donja Motičina u Drugom svjetskom ratu i posljedice.
Sadržaj knjige obuhvaća kraću povijest sela koje se prvi put spominje 1229., te spada u najstarija naselja ovoga kraja. Čitatelju približava vrijeme prije Drugog svjetskog rata, bogat gospodarski, društveni i kulturni život sela i uzroke koji su doveli do ratnih stradanja.
Posebno je temeljito opisano stradanje sela 4.lipnja 1943. i pogibija velikog broja Motičana. 
Slučajni arheološki nalazi potvrđuju da je čovjek živio na prostoru današnje Donje Motičine već u vremenu mlađeg kamenoga doba (5000. – 2000. godina prije Krista).
Motičina se kao naselje prvi put spominje pod tim imenom u starim listinama već 1229. Tada se spominje i rijeka Motouchina. Taj se naziv proširio kao pojam na područje uz rijeku, pa su tako dva naselje u tom području dobila isto ime – Motičina, s tim da jedno od njih, po veličini manje smješteno u gornjem toku rijeke, nosi naziv Gornja Motičina, a drugo veće, Donja Motičina. Kada je nastalo vlastelinstvo pod tim imenom, ne može se sa sigurnošću tvrditi, ali prema nekim podacima ono postoji negdje od druge polovice 12. stoljeća. Motičko vlastelinstvo je u 13. stoljeću pripadalo Baranjskoj županiji.

## Spomenici i znamenitosti
Spomenik u centru mjesta svim poginulim braniteljima u Domovinskom ratu, postavljen je 2009. godine.

### Crkva
Prvi spomen o crkvi potječe iz 1333., kada je Motičina bila sjedište katoličke župe. 
Crkva je podignuta u čast Svih svetih.  4. lipnja 1943., osam mjeseci nakon zadnje obnove unutrašnjosti, crkva je stradala. Izgorio je sav namještaj, tri oltara, klupe, orgulje, toranj, a veliko 317 kg teško zvono palo je i rastalilo se. 
Crkva je ostala bez krova, ostali su samo stari zidovi. 
Kasnije je uz crkvu sagrađena i kapelanija– manja zgrada na kat za vjeronauk i stanovanje kapelana. I tako je crkva u Motičini potpuno obnovljena, uređena i prilagođena za potrebe vjernika. U ranim je 90.-tim crkva ponovno zasjala novim sjajem. Pod vodstvom fra Franje Tomaševića obnovljen je krov, zidovi su oslikani, kupljene su orgulje, te su na stražnjem dijelu crkve postavljene dvije spomen-ploče s popisom stradalih u Drugom svjetskom ratu.
Crkva Svih svetih pripada katoličkoj župi Sv. Antuna Padovanskog (Našice 1.) sa sjedištem u Našicama, te našičkom dekanatu Požeške biskupije. Crkveni god ili kirvaj (proštenje) slavi se 1. studenog na blagdan Svih svetih. Dan općine se slavi na blagdan Srca Isusova.

## Obrazovanje
U Donjoj Motičini nalazi se i područna škola koja rdu u sklopu Osnovne Škole "Vladimir Nazor" Feričanci.
Školu pohađaju učenici od prvog do četvrtog razreda.

## Kultura
KUD Izvor (Društvo koje djeluje dugi niz godina, djeluje u nekoliko sekcija kao što su: tamburaši,plesači, pjevači, mlađa plesna skupina. Izvor je sudjelovao na svim važnijim manifestacijama u zemlji i inozemstvu, kao što su: Vinkovačke jeseni,Đakovački vezovi, Brodsko kolo te na Međunarodnoj smotri folklora u Češkoj, na gostovanju u Mađarskoj i Njemačkoj itd.) 
Zbor Sanctus – crkveni zbor mladih Sanctus je zbor koji okuplja mlade od 15 godina pa nadalje. Zanimljivost zbora je što djeluju samo preko ljeta. Voditeljica zbora je Judita Paljević. Zbor se može pohvaliti izvedbama mjuzikla Na babilonskim obalama, LK15, te "Bože, zar si pozvao mene".

## Šport
- NK Motičina, natječe se u sklopu 2. ŽNL Osječko-baranjske.

## Ostalo
- Dobrovoljno vatrogasno društvo Donja Motičina,
- Lovačko društvo "Zec" Donja Motičina.
- Matica umirovljenika Hrvatske, općinska udruga umirovljenika Donja Motičina
- Udruga pčelara "Trut" Donja Motičina

## Vanjske poveznice
Donja Motičina-službena web stranica